# Arctostaphylos pungens
Pingüica (Arctostaphylos pungens) también conocida como gayuba de México o pindicua es una especie de arbusto nativo de México perteneciente a la familia Ericaceae. Puede ser un arbusto erecto o rastrero con una altura de hasta 3 m. Se distribuye en México en el noreste y en los Estados Unidos hacia el sureste. Habita desde bosques templados a semisecos. En México se utiliza para fines alimentarios y medicinales. 

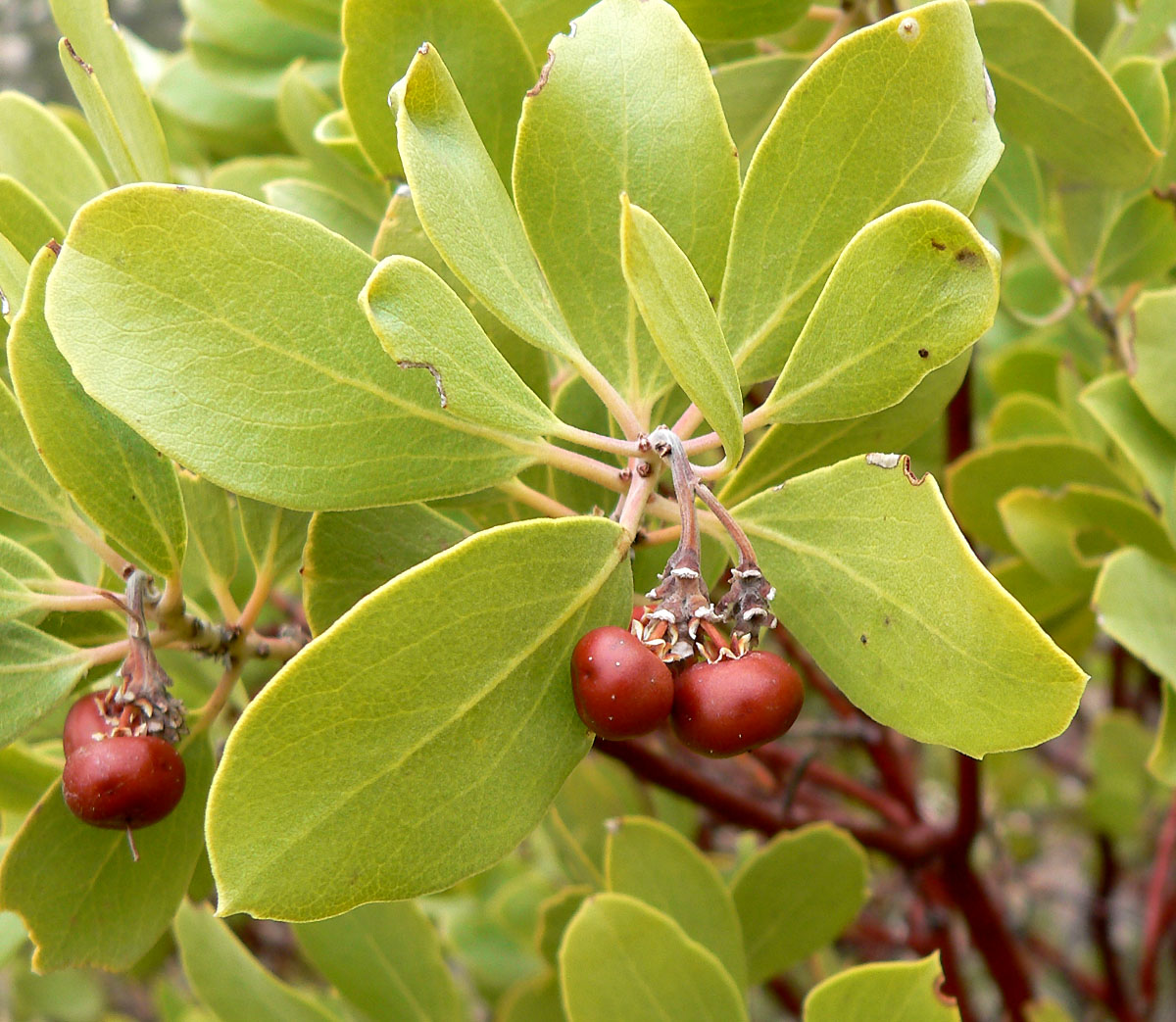
Frutos

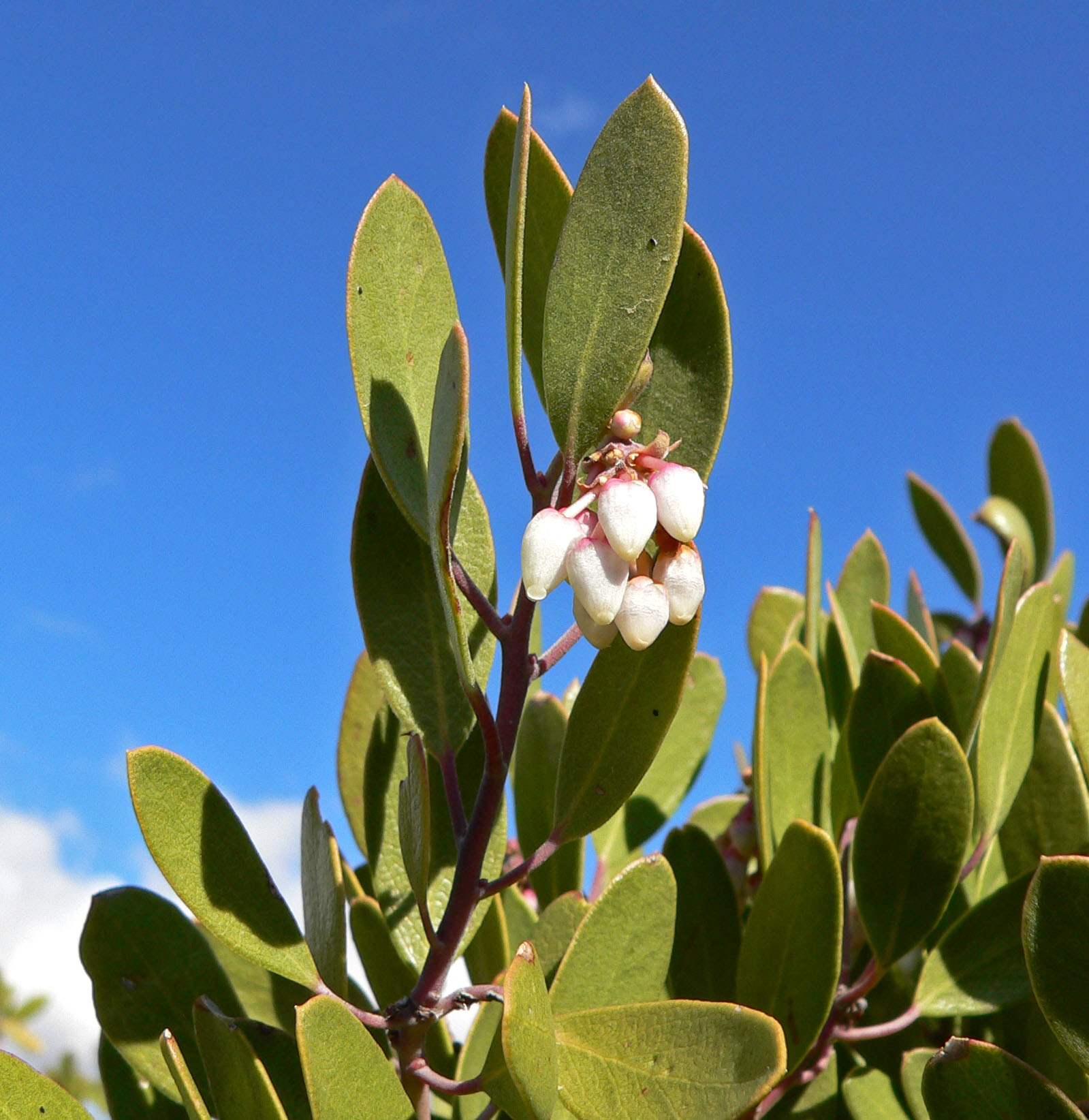
Vista de la planta

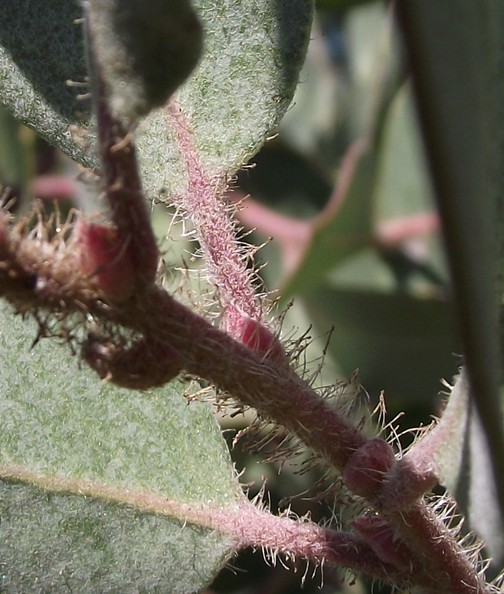
Hojas

## Descripción
Arctostaphylos pungens es un arbusto erecto o rastrero de una altura de 0.5 a 3 m. Los tallos son leñosos, lisos y rojos o grises, con corteza caediza. Sus ramas pequeñas y hojas nuevas son ligeramente lanosas. Las hojas maduras son coriáceas, brillantes y verdes, ovaladas a ampliamente lanceoladas, de hasta 4 cm. La inflorescencia es un racimo esférico de flores. El fruto es una drupa de 5 a 8 milímetros de ancho.

## Distribución
Arctostaphylos pungens es originaria del Suroeste de Estados Unidos y el norte y centro-sur de México, donde crece en bosques templados a semisecos, chaparrales y matorrales xerófilos. Prefiere los suelos secos, poco profundos, ácidos y cargados de grava y arena. Establece relaciones con micorrizas para obtener más nutrientes y agua. Las semillas requieren escarificación por incendio forestal antes de poder germinar.

## Estado de conservación
Actualmente no está considerada como especie sujeta a protección especial por la Secretaría del Medio Ambiente y Recursos Naturales (SEMARNAT) de México.

## Usos
Se trata de una fuente de alimento para muchos tipos de vida silvestre. En México, los frutos se cosechan para hacer mermelada. También se reporta el uso de la planta para remedios caseros contra enfermedades renales, estomacales y venéreas, entre otras, aunque la efectividad de estos remedios no está comprobada.

## Nombres comunes
- pingüica
- manzanita
- tepesquite
- encino negro
- frutilla
- hoja de guayuba
- madroño
- manzana
- manzanillo
- tepeizquitl
- tepesquisúchil
- tepezquite[2]

## Taxonomía
Arctostaphylos pungens fue descrita en 1819 por Carl Sigismund Kunth en Nova Genera et Species Plantarum (quarto ed.) 3: 278–279, pl. 259.

### Etimología
Arctostaphylos: del griego ἄρκτος (arctos) = "oso", y σταφυλή (staphule) = "racimo de uvas"; "uva del oso", en alusión al nombre común de la especie A. uva-ursi
pungens: epíteto latíno que significa "punzante" o "espinoso", en alusión a las hojas puntiagudas

### Sinonimia
- Arbutus ferruginea Sessé & Moc.
- Arbutus madrono Humb. ex Kunth
- Arbutus mucronata Sessé & Moc.
- Arbutus myrtifolia Willd. ex Steud.
- Arbutus nuda Steud.
- Arbutus rigida Willd. ex Steud.
- Arbutus tomentosa Pursh
- Arbutus tomentosa var. nuda Hook.
- Arctostaphylos chaloneorum Roof
- Arctostaphylos cratericola (Donn.Sm.) Donn.Sm.
- Arctostaphylos glauca S.Watson
- Arctostaphylos pseudopungens Roof
- Arctostaphylos tomentosa var. nuda (Hook.) Lindl.
- Arctostaphylos uva-ursi subsp. cratericola (Donn.Sm.) P.V.Wells
- Daphnidostaphylis pungens (Kunth) Klotzsch
- Uva-ursi pungens (Kunth) Abrams
- Uva-ursi tomentosa (Pursh) Abrams
- Xerobotrys tomentosus (Pursh) Nutt.[9]